# Molotjna
46°42′5.04″N 35°17′54.96″Ø / 46.7014000°N 35.2986000°Ø
Molotjna (ukrainsk: Молочна, russisk: Моло́чная Molochnaya), er en flod i Zaporizjzja-oblasten i det sydlige Ukraine. Bogstaveligt talt oversættes flodens navn som mælkeagtig. Floden er forbundet med den russiske mennonitiske kultur, engang baseret i den sydøstlige region af Ukraine siden 1804 som Molotschna-kolonien, der var en del af det russiske imperium på det tidspunkt.
I antikken blev floden kaldt Gerrhus eller Gerrus (oldgræsk: Γέρρος). Floden blev kaldt Tokmak (Nogai) af Nogais.
Det løber ud i Molochnyi-mundingen i det Azovske hav. Den er 197 km lang og dens afvandingsområde er 3.450 km². En tidligere ø i floden indeholder det arkæologiske område Kamyana Mohyla.

## Byer i området
- Tokmak
- Molotjansk
- Melitopol